# Mondaine

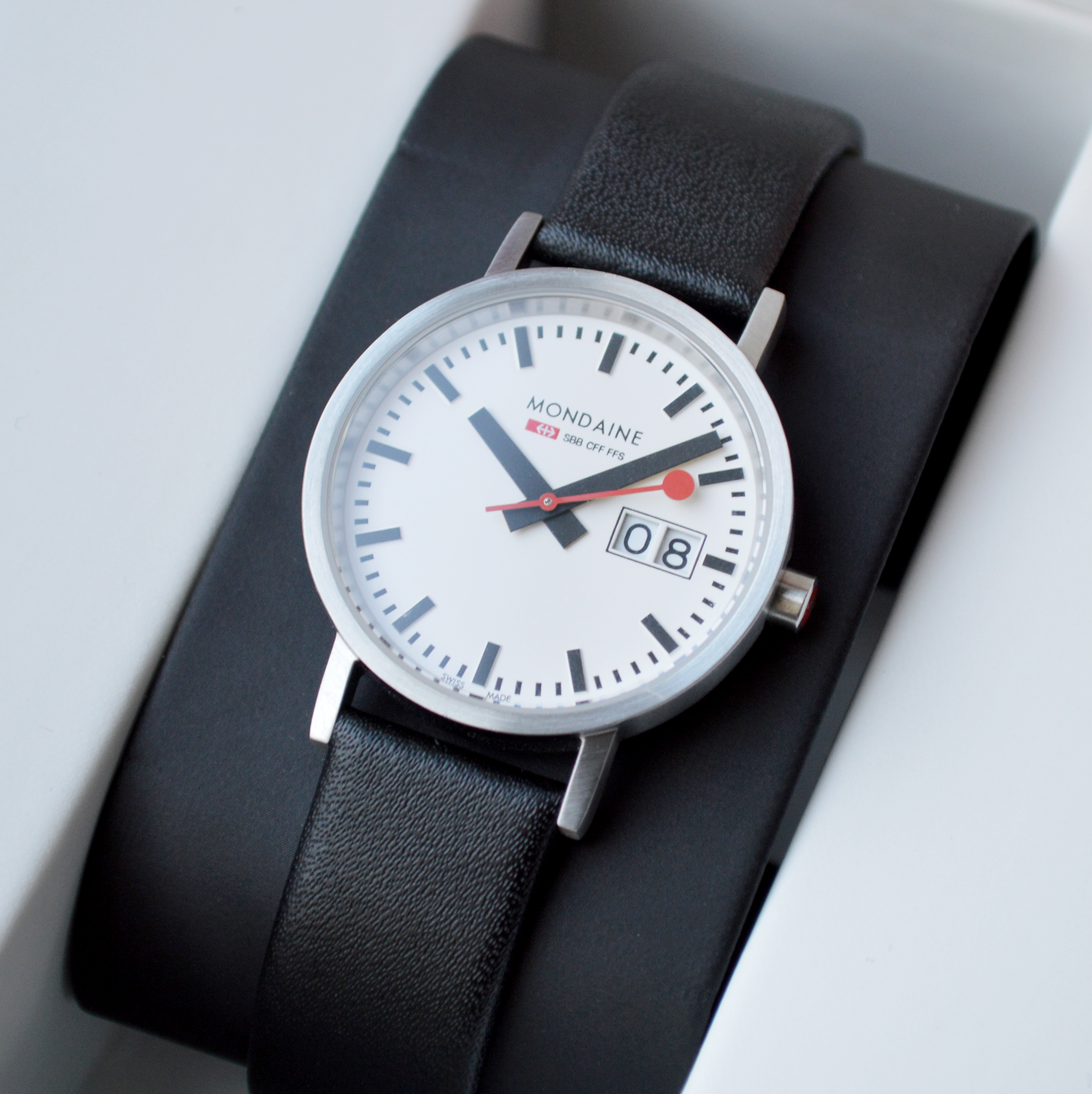
Een model uit de klassieke reeks van Mondaine.

Mondaine is de merknaam waaronder het Zwitserse bedrijf Mondaine Watch Ltd. horloges op de markt brengt.
Het bedrijf werd in 1951 door Erwin Bernheim opgericht. Het begon als producent van goedkope (digitale) horloges voor de export.
Het bekendste product is een reeks polshorloges volgens het ontwerp van de officiële stationsklokken van de Zwitserse federale spoorwegen. Het is een ontwerp van Hans Hilfiker uit 1944 dat Mondaine sinds 1986 als licentiehouder van de spoorwegmaatschappij gebruikt. De Zwitserse stationsklokken alsook de Mondaine-horloges waren oorspronkelijk anders dan alle andere horloges, omdat zij 58 seconden (in plaats van 60) over de 360 graden van het uurwerk verdeelden, zodat de wijzer gedurende de resterende 2 seconden even stilstond op de 12-uur-positie. Rond 2001 is het bedrijf echter gestopt met uurwerken met dat mechanisme te maken.
Sinds 2006 bezit Mondaine Watch Ltd. de helft van de aandelen van het Amerikaanse merk Luminox. Daarnaast beschikt het over het merk M-Watch. De assemblage van alle uurwerken vindt plaats in een fabriek in Biberist. De hoofdzetel bevindt zich in Zürich.